# Werner Paulmann

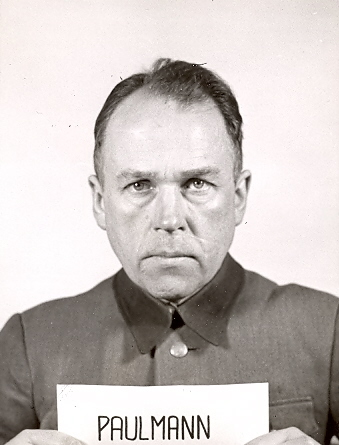
Aufnahme von Werner Paulmann als Zeuge während der Nürnberger Prozesse

Karl Werner Paulmann (* 16. April 1901 in Kassel; † 28. November 1958 in Santiago de Chile) war ein deutscher Jurist, SS-Obersturmbannführer, Sturmbannführer der Waffen-SS und SS-Richter. Er war Chefrichter am SS- und Polizeigericht in Kassel und urteilte zahlreiche Fälle der Buchenwalder Korruptionsaffäre.

## Leben
Werner Paulmann war der Sohn des Apothekers und Lebensmittelchemikers Wilhelm Paulmann und dessen Ehefrau Helene, geb. Schoof. Der Germanist und Grimmforscher Wilhelm Schoof war sein Onkel.
Werner Paulmann besuchte das staatliche Friedrichsgymnasium in Kassel, das er im Mai 1918 mit dem Notreifeabitur verließ, leistete im Ersten Weltkrieg Kriegsdienst als Fahnenjunker im Kurhessischen Pionier-Bataillon Nr. 11, wurde im März 1919 aus  dem Heeresdienst entlassen und studierte anschließend an der Philipps-Universität Marburg, der Albert-Ludwigs-Universität Freiburg und der Georg-August-Universität Göttingen zunächst Geschichte und Germanistik und dann Rechts- und Staatswissenschaften. Er legte 1922 die erste und am 4. Mai 1926 die zweite juristische Staatsprüfung ab und wurde 1928 an der Universität in Marburg zum Dr. jur. promoviert. Werner Paulmann beschäftigte sich in dieser Zeit intensiv mit Familienforschung und Wappenkunde und war 1924 in Kassel Gründungsmitglied der Gesellschaft für Familienkunde in Kurhessen und Waldeck und 1926 in Göttingen Gründungsmitglied der Genealogisch-Heraldischen Gesellschaft Göttingen. Am 1. Juni 1926 ließ er sich als Rechtsanwalt in Kassel nieder und wurde im Mai 1933 zum Notar ernannt.
Werner Paulmann trat zum 1. Juli 1930 der NSDAP bei (Mitgliedsnummer 265.653), wurde weiterhin Mitglied der Sturmabteilung (SA), aus der er 1933 als Sturmbannführer ausschied und des Nationalsozialistischen Kraftfahrkorps (NSKK), wo er 1936 zum Oberstaffelführer befördert wurde. Im Herbst 1936 wurde er für den Reichsbund der Kinderreichen (RDK) zum Landesleiter des Landesverbandes Kurhessen ernannt.
Werner Paulmann wurde vom Reichsführer SS Heinrich Himmler am 1. Juli 1937 als Sturmbannführer in die Schutzstaffel (SS) aufgenommen (SS-Nr. 281 204), am 30. Januar 1939 zum SS-Obersturmbannführer befördert und leistete nach dem Überfall auf Polen in der Zeit von Oktober 1939 bis 18. März 1940 unter dem damaligen SS-Oberführer Jürgen Stroop Dienst als Stabsführer des SS-Abschnittes XXXXII Gnesen.
Werner Paulmann arbeitete anschließend zunächst mit seinem Geschäftspartner Heinrich Früchte weiter im Kasseler Notariat, wurde 1942 zur Waffen-SS/Hauptamt SS-Gericht eingezogen und nach einem halben Jahr Ausbildung am SS- und Polizeigericht VII in Wien ab 1. November 1942 zunächst stellvertretender Chefrichter beim unter der Jurisdiktion von Josias zu Waldeck und Pyrmont stehenden SS- und Polizeigericht in Kassel, im April 1943 nach Versetzung des Vorgängers Chefrichter und danach zur Bekämpfung der Kapitalverbrechen in sämtlichen deutschen Konzentrationslagern Chefrichter des im Herbst 1943 neu aufgestellten SS- und Polizeigerichtes z.b.V. mit vorläufigem Sitz in Kassel. Dabei arbeitete er eng mit dem Gerichtsherrn Erbprinz zu Waldeck, dem als ständigen Untersuchungsführer fungierenden vom Hauptamt SS-Gericht zum Reichskriminalpolizeiamt (RKPA) abkommandierten SS-Richter Konrad Morgen und dem auf Mordfälle spezialisierten Kriminalrat Bernhard Wehner zusammen. Im Frühjahr 1944 wurde das z.b.V.-Gericht wegen der wachsenden Bedeutung nach München verlegt und Werner Paulmann urteilte anschließend lediglich nur noch die Fälle ab, in denen bereits Anklage erhoben war.
In der Waffen-SS wurde er am 20. April 1943 zum Obersturmführer, am 21. Juni 1943 zum Hauptsturmführer und auf Antrag des Chefs des Hauptamtes SS-Gericht Franz Breithaupt vom Oktober 1943 an den Chef des SS-Personalhauptamtes Maximilian von Herff noch zum 9. November 1943 zum Sturmbannführer befördert.
Nach Kriegsende war er in Berndorf wohnhaft und wurde dann in der Amerikanischen Besatzungszone im POW Camp 78 in Zuffenhausen interniert. Am 11. Juli 1946 gab er in Nürnberg im Rahmen der Nürnberger Prozesse eine Eidesstattliche Erklärung ab (Dolmetscher Paul Schmidt). Wenig später setzte er sich über die sogenannte Rattenlinie mit seiner Frau und den Kindern nach Argentinien ab. Im Jahr 1950 flüchtete die Familie nach Chile und ließ sich vorübergehend in der Stadt La Unión nieder.
Der Oberstaatsanwalt beim Landgericht in Frankfurt/Main (Staatsanwalt Joachim Kügler) versuchte im Rahmen der Vorbereitungen zu den Frankfurter Auschwitzprozessen  im Juli 1960 den Aufenthaltsort von Werner Paulmann ausfindig zu machen, worauf die Landespolizei-Station Korbach als Ergebnis der Befragung der in Berndorf wohnhaften Tochter Ursula, verh. Isenberg, mit Schreiben vom 4. August 1960 vorlegte, dass der Rechtsanwalt Werner Paulmann im November 1958 an einem Herzleiden in Santiago/Chile gestorben ist.
Werner Paulmann wurde das Frontkämpfer-Ehrenkreuz 1914/1918 und das Kriegsverdienstkreuz 2. Klasse verliehen.
Er war seit 1927 verheiratet mit Hilde (* 1904) geb. Kemna. Das Ehepaar hatte 8 Kinder (5 Söhne und 3 Töchter). Der deutsch-chilenische Unternehmer Horst Paulmann Kemna war einer der Söhne des Ehepaars. Der Sohn Rüdiger gründete in Deutschland das Unternehmen Paulmann Licht.

## Schriften
- Familienverbände, ihre juristische Seite, ihr Zweck und ihre Aufgaben. Mit einem Anhang: Die Familienstiftung. Degener & Co., Leipzig 1927